# Rione

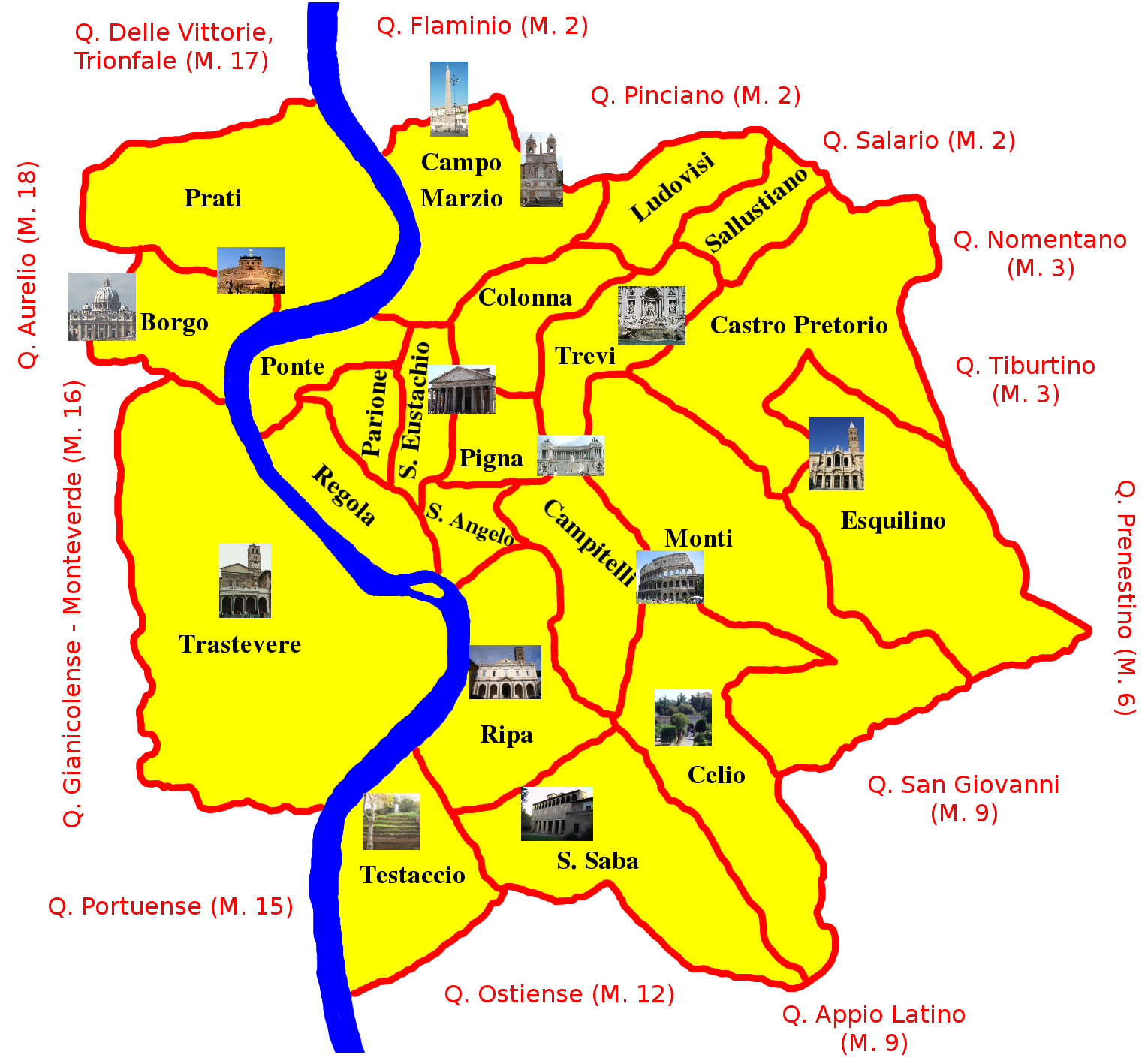
Roms 22 rioni

Rione (plural rioni italienska för ’kvarter’, ’stadsdel’) är en typ av administrativ region, stadsdel eller distrikt, i flera italienska städer. Det mest kända rione-systemet är det i Rom.
Ordet rione är från latinets regio (plural regiones), vilket även gett upphov till svenskans region.

## Roms rioni
Roms rioni består av 22 distrikt.
| I   | Monti       | II   | Trevi       | III   | Colonna         | IV  | Campo Marzio | V  | Ponte      |
| VI  | Parione     | VII  | Regola      | VIII  | Sant'Eustachio  | IX  | Pigna        | X  | Campitelli |
| XI  | Sant'Angelo | XII  | Ripa        | XIII  | Trastevere      | XIV | Borgo        | XV | Esquilino  |
| XVI | Ludovisi    | XVII | Sallustiano | XVIII | Castro Pretorio | XIX | Celio        | XX | Testaccio  |
| XXI | San Saba    | XXII | Prati       |       |                 |     |              |    |            |

### Emblem

I Monti
II Trevi
III Colonna
IV Campo Marzio
V Ponte
VI Parione
VII Regola
VIII Sant'Eustachio
IX Pigna
X Campitelli
XI Sant'Angelo
XII Ripa
XIII Trastevere
XIV Borgo
XV Esquilino
XVI Ludovisi
XVII Sallustiano
XVIII Castro Pretorio
XIX Celio
XX Testaccio
XXI San Saba
XXII Prati